# Yoshio Nakamura (judo)
Pour les articles homonymes, voir Yoshio Nakamura et Nakamura.
Yoshio Nakamura (中村佳央, Nakamura Yoshio),, né le 22 octobre 1970 dans la préfecture de Fukuoka, est un judoka japonais. Il est sacré champion du monde en 1993 en catégorie des moins de 86 kg.
Il est le frère des judokas Kenzo Nakamura et Yukimasa Nakamura.

## Palmarès
| Année | Compétition           | Lieu     | Résultat | Catégorie      |
| ----- | --------------------- | -------- | -------- | -------------- |
| 1991  | Championnats d'Asie   | Osaka    | 1er      | Moins de 86 kg |
| 1993  | Championnats du monde | Hamilton | 1er      | Moins de 86 kg |
| 1997  | Championnats du monde | Paris    | 3e       | Moins de 95 kg |
| 1998  | Jeux asiatiques       | Bangkok  | 2e       | Moins de 90 kg |